# علامات كانافيل الرئيسية
علامة كانافيل هي علامةٌ سريرية توجد لدى المرضى المصابين بعدوًى في غمد الوتر [الإنجليزية] المُثْني في اليد (التهاب زليل الوتر المُثْني القيحي)، وهي حالةٌ خطرة قد تتدهور بسرعةٍ وتسبب خسارةً في وظيفة الإصبع المصاب.
تتكون العلامة من أربعة مكونات:
1. الإصبع المصاب بوضعية ثني طفيفة.
2. يُلاحظ تورم مغزلي الشكل فوق الوتر المصاب.
3. يوجد مضض (إيلام) عند الضغط على الوتر المصاب.
4. يتألم المريض عند بسط الإصبع المصاب.

سُميت هذه العلامة نسبةً إلى ألين كانافيل [الإنجليزية]، وكان قد وصفها للمرة الأولى عام 1912.